# Nikolái Guliáyev (futbolista)
Nikolái Alekséievich Guliáyev (en ruso: Николай Алексеевич Гуляев; 18 de febrero de 1915–23 de febrero de 2000) fue un futbolista y entrenador soviético. Fue campeón como jugador del Spartak de Moscú de los primeros títulos de liga del campeonato soviético. Posteriormente fue entrenador, también del Spartak en varios periodos, y de la selección soviética. Fue nombrado Maestro de Deportes Emérito de la URSS.

## Trayectoria
Guliáyev jugó en el Spartak de Moscú (1936-1941, 1943-1946) y Zenit de Moscú (1941, 1947). Fue en el Spartak donde consiguió los mayores éxitos de su carrera, al proclamarse campeón de la liga soviética en 1938 y 1939, además de campeón de la copa en tres ocasiones. En total disputó 75 partidos de liga en el campeonato de liga y anotó siete goles.
Posteriormente inició su carrera como entrenador profesional, en la que dirigió en varios periodos al Spartak y a la selección soviética, tanto al primer equipo como al equipo olímpico y equipo femenino. Terminó su carrera como entrenador dirigiendo al Ararat Ereván.

## Palmarés

### Jugador
Spartak
- Primera División de la Unión Soviética: 1938, 1939
- Copa de la Unión Soviética: 1938, 1939, 1946

### Entrenador
Spartak
- Primera División de la Unión Soviética: 1956, 1958
- Copa de la Unión Soviética: 1958